# Matthew Taylor (Fußballspieler, November 1981)
Matthew John Taylor (* 27. November 1981 in Oxford) ist ein ehemaliger englischer Fußballspieler und heutiger -trainer.

## Karriere

### Verein
Taylor wuchs in Abingdon auf und war bereits im Jugendalter sehr erfolgreich. Mehrmals erreichte er mit Schulmannschaften die Finals von Jugendturnieren und gewann 1995 den „Vale of the White Horse School Cup“. In seiner Jugend war er Fan von Tottenham Hotspur, weshalb in seiner späteren Karriere immer wieder Gerüchte um einen Wechsel nach London aufkamen.
Er begann in der Spielzeit 1999/00 seine Profikarriere bei Luton Town, nachdem er zuvor in seiner Heimat bei dem Verein Oxford United bei einem Probetraining als „zu dick“ abgelehnt worden war. Bereits in seiner ersten Saison wurde er als Nachwuchsspieler des Jahres ausgezeichnet.
Die beständig starken Leistungen Taylors in den folgenden Jahren weckten das Interesse verschiedener Vereine aus der Premier League, doch im Jahr 2002 wechselte er für eine Ablösesumme von 750.000 Pfund zum FC Portsmouth in die First Division. Schon nach einem Jahr stieg er mit seinem neuen Verein in die Premier League auf. Doch eine Verletzung am Saisonende zwang Taylor zu einer Pause, sodass er den Saisonstart verpasste. Danach gelang es ihm zunächst nicht, wieder einen Stammplatz zu erobern. Erst am Ende der Saison 2003/04 war er wieder in der Stammformation. Doch mit der Verpflichtung von David Unsworth verlor Taylor in der folgenden Spielzeit erneut seinen Platz in der Startformation. Doch Unsworth konnte sich bei „Pompey“ nicht durchsetzen, sodass er den Verein bereits im Sommer 2005 wieder verließ. Seitdem war Taylor wieder Stammspieler im Team von Trainer Harry Redknapp, absolvierte 69 Ligaspiele in den nächsten beiden Jahren.
Nachdem er kurz zuvor ein Angebot des AFC Sunderland abgelehnt hatte, wechselte Taylor am 17. Januar 2008 zu den Bolton Wanderers. Nach drei Jahren in Bolton wechselte Matthew Taylor am 23. Juli 2011 zum damaligen Zweitligisten West Ham United. Dort gelang ihm in seinem ersten Jahr der Aufstieg in die Premier League und zwei weitere Jahre später heuerte er ablösefrei beim FC Burnley an, der kurz zuvor ebenfalls in die höchste englische Spielklasse aufgestiegen war. Nach vier Einsätzen in der Saison 2014/15 musste Taylor aufgrund von Problemen an der Achillessehne lange pausieren, unterzog sich im Oktober 2014 einer Operation und gab erst im April 2015 sein Comeback. Nach Ablauf seines Zweijahresvertrags zog Taylor im August 2016 ein weiteres Mal ablösefrei weiter, nunmehr zum Drittligisten Northampton Town, bevor er gut ein Jahr später beim Viertligisten Swindon Town bis 2019 seine sportliche Laufbahn ausklingen ließ.
Am 1. März 2018 wurde Taylor nach der Demission von Trainer David Flitcroft kurzzeitig mit der sportlichen Leitung der Mannschaft betraut. Nach der 0:3-Heimniederlage gegen Cheltenham Town unter seiner wurde schließlich Phil Brown als Nachfolger engagiert und Taylor fortan in der Doppelrolle als Spieler und Trainerassistent weiterbeschäftigt. Am 8. Juli 2019 wurde Taylors Wechsel in den Trainerstab von Tottenham Hotspur als Verantwortlicher der U18-Nachwuchsauswahl bekannt gegeben. Zum 1. Juni 2021 übernahm er den Cheftrainerposten beim Viertligisten FC Walsall. Nach neun Siegen aus 36 Spielen und zuletzt sieben Liganiederlagen in Folge, wurde Taylor am 9. Februar 2022 entlassen. Ende Juni 2023 wurde er vom Drittligisten Shrewsbury Town als neuer Trainer für die Saison 2023/24 vorgestellt. Am 21. Januar 2024 wurde er entlassen, nachdem sieben der letzten acht Ligapartien verloren wurden. Shrewsbury hatte zu diesem Zeitpunkt noch sieben Punkten Vorsprung auf die Abstiegsplätze.
Im Mai 2024 schloss er sich dem Fünftligisten FC Wealdstone an. Taylor verließ Wealdstone bereits im Januar 2025 auf einem Abstiegsplatz liegend wieder, um den Cheftrainerposten beim Ligakonkurrenten Solihull Moors zu übernehmen, der zu diesem Zeitpunkt einen Aufstiegs-Play-offs-Platz belegte.

### Nationalmannschaft
Taylor kam für die englische U-21-Nationalelf 2002 und 2003 zu drei Einsätzen, 2007 folgte gegen Albanien ein Einsatz in der englischen B-Nationalmannschaft.